# أوليفييه ماير
أوليفييه ماير (بالفرنسية: Olivier Meyer)‏ هو مصور فرنسي، ولد في 1957.

## وصلات خارجية
- الموقع الرسمي